# Stanislav Bogdanovič
Stanislav Eduardovič Bogdanovič (Odessa, 4 febbraio 1993 – Mosca, 5 marzo 2020) è stato uno scacchista ucraino che ha giocato anche con la Russia.

## Biografia
Si è laureato in legge all'Università di Odessa.
Ha ottenuto il titolo di Maestro Internazionale nel 2009 e di Grande Maestro nel 2017.
Tra i principali risultati:
- Vincitore del campionato ucraino Under-18;
- Vincitore del campionato di Odessa (2010)
- Vincitore del campionato ucraino blitz (2013)

Il 5 marzo 2020 Bogdanovič e la sua ragazza Alexandra Vernigora, anche lei giocatrice di scacchi, furono trovati morti in un appartamento di Mosca, con al loro fianco dei palloncini riempiti con ossido di diazoto. La polizia non ha trovato indizi di altri responsabili. Altre fonti hanno sostenuto che i due avevano delle borsine di plastica sopra la faccia. Il fatto è accaduto pochi giorni dopo che Bogdanovič aveva giocato con una squadra russa contro una squadra ucraina.
Ottenne il suo massimo rating FIDE in settembre 2019, con 2616 punti Elo.